# Pocillopora damicornis
Pocillopora damicornis är en korallart som först beskrevs av Carl von Linné 1758.  Pocillopora damicornis ingår i släktet Pocillopora och familjen Pocilloporidae. IUCN kategoriserar arten globalt som livskraftig. Inga underarter finns listade i Catalogue of Life.